# Sericogyra metallica
Sericogyra metallica is een slakkensoort uit de familie van de Seguenziidae. De wetenschappelijke naam van de soort is voor het eerst geldig gepubliceerd in 1988 door Marshall.